# Olgierd Stepan
Olgierd Michał Stepan (ur. 2 listopada 1924 we Lwowie, zm. 16 grudnia 2004 w Krakowie) – polski inżynier architekt, działacz społeczny i katolicki na emigracji.

## Życiorys
Urodził się 2 listopada 1924 we Lwowie. Podczas II wojny światowej w kwietniu 1940 wraz z matką i bratem został deportowany przez Sowietów w głąb ZSRR na obszar Kazachskiej SRR w pobliże Chin (ojciec, architekt w służbie państwowej, został aresztowany cztery miesiące wcześniej i zmarł w obozach sowieckich – prawdopodobnie był nim Kazimierz Stepan). Później wraz z Armią gen. Andersa w 1942 opuścił Związek Sowiecki przeszedł przez Iran do Bejrutu w Libanie, gdzie studiował architekturę na tamtejszym Uniwersytecie Amerykańskim.
Od 1950 zamieszkiwał na emigracji w Londynie. Początkowo nie mógł znaleźć zatrudnienia, jako że jego francuski dyplom nie był uznawany w Wielkiej Brytanii. W 1961 został architektem w departamencie Ministerstwa Edukacji Wielkiej Brytanii, gdzie pracował do końca swojej aktywności zawodowej.
Działał w sferze społecznej i katolickiej. Od 1953 udzielał się w Instytucie Badania Zagadnień Krajowych, którego był prezesem od 1956 do 1965. Aktywny w Instytucie Polskim Akcji Katolickiej (IPAK), którego był wiceprezesem od 1965 do 1968, prezesem od 1968 do 1986/1987, sekretarzem generalnym od 1986 do końca życia w 2004. Był we władzach Laikatu Anglii i Walii, pełnił funkcję I wiceprezesa od 1978 do 1984. Był współzałożycielem Europejskim Forum Narodowych Komitetów Katolików Świeckich, przez 20 lat stał na czele delegacji w tym gremium. Działał w komitecie przygotowującym podróż apostolską Jana Pawła II do Wielkiej Brytanii w dniach od 28 maja do 2 czerwca 1982. Był inicjatorem powstania Polskiej Rady Duszpasterstwa Europy Zachodniej w 1992, której był wiceprzewodniczącym. W 1989 wybrany członkiem Rady Administracyjnej Fundacji Jana Pawła II, od 1996 członkiem Zespołu Doradczego. Działał także w Międzynarodowej Federacji Mężów Katolickich. W powiązaniu z zaproszonym do Wielkiej Brytanii ks. Franciszkiem Blachnickim zainicjował powstanie grupy modlitewnej Ruchu Światło-Życie przy parafii Najświętszej Marii Panny Matki Kościoła na Ealingu w Londynie i był gospodarzem jej spotkań przez ok. 10 lat.
Zmarł 16 grudnia 2004 w Krakowie po długoletniej chorobie. Po mszy św. pogrzebowej koncelebrowanej przez kard. Franciszka Macharskiego w kościele Matki Bożej Królowej Polski w Krakowie (Arka Pana) w Krakowie-Bieńczycach, z kazaniem wygłoszonym przez abp. Szczepana Wesołego, został pochowany na cmentarzu Rakowickim w Krakowie (kwatera VIII, rząd 8, miejsce 12). Po jego śmierci telegram kondolencyjny w dniu 21 grudnia 2004 przesłał papież Jan Paweł II, wspominając zaangażowanie i aktywność zmarłego.
Żoną Olgierda Stepana była Aniela, podczas wojną także zesłana do ZSRR, którą poznał w Niedzielę Wielkanocną 1945 w Bejrucie i poślubił 26 grudnia 1946. Mieli czworo dzieci, w tym urodzonego w Bejrucie syna Kazimierza, uzdrowionego z choroby nowotworowej w Lourdes w rocznicę św. Maksymiliana Marii Kolbego.

## Ordery i odznaczenia
- Krzyż Oficerski Orderu Odrodzenia Polski (1989)[7]
- Krzyż Oficerski Orderu Zasługi Rzeczypospolitej Polskiej (1995, za wybitne zasługi w działalności polonijnej)[8]
- Złoty Krzyż Zasługi dla Kościoła (przyznany przez Prymasa Polski kard. Józefa Glempa)
- Złoty Krzyż Zasługi Polskiej Misji Katolickiej w Anglii i Walii[1]
- Komandor Orderu Świętego Grzegorza Wielkiego[1][9]